# The Baseballs
The Baseballs er et rock'n'rollband fra Tyskland, som blev dannet i 2007 i Berlin. De blev populære med sin rockabillyversioner af pop hits som Umbrella, af Rihanna og Hot N Cold af Katy Perry.
Den næste single, "Last i Line" blev udgivet 22. marts i 2010. Der er en coverversion af en Nylon Beat -sang. Nylon Beat var en pop duo fra Finland.
De står blandt andet bag albummene Strike! og Strings 'n' Stripes.
- Wikimedia Commons har flere filer relateret til The Baseballs

| Musikgruppe | Spire Denne artikel om en tysk musikgruppe er en spire som bør udbygges. Du er velkommen til at hjælpe Wikipedia ved at udvide den. |